# New Japan Pro-Wrestling World
New Japan Pro-Wrestling World (también conocido como NJPW World y New Japan World) es un servicio de transmisión de video propiedad de New Japan Pro-Wrestling (NJPW). El 1 de diciembre de 2014, NJPW y TV Asahi anunciaron "New Japan Pro-Wrestling World", un nuevo sitio web de transmisión mundial para los eventos de la promoción. Todos los eventos principales de NJPW se transmiten en vivo por el servicio, que también incluye combates de los archivos de la promoción, que se remontan a 1972.
En 2015, King of Pro-Wrestling fue el primer evento en ser transmitido por NJPW World con comentarios en inglés, proporcionado por Kevin Kelly y Matt Striker. Actualmente, los comentarios en inglés son proporcionados por Kelly junto con, en diferentes ocasiones, Gino Gambino, Rocky Romero y Chris Charlton. Como parte de una relación de trabajo entre NJPW y la promoción Consejo Mundial de Lucha Libre (CMLL) de México, NJPW comenzó a transmitir el programa Viernes Espectaculares de CMLL en NJPW World, a partir del 9 de julio de 2016.
El servicio tiene un precio de suscripción mensual actual de ¥ 999. A partir de mayo de 2017, los números de suscripción son aproximadamente de 50,000 suscriptores, con 10,000 fuera de Japón, para julio de 2018, el número de suscripciones había aumentado a 100,000 en total, con 40,000 fuera de Japón.